# Chico Benymon
Chico Benymon, (7 de Agosto de 1974, Amityville, New York) é um ator, cantor, músico, e estilista americano melhor conhecido pelo seu papel como Andre "Spencer" Williams na comédia da  UPN  "Half & Half". E recentemente atuou na série da Nickelodeon The Haunted Hathaways, como Ray Preston.

## Projetos
Chico estrelou em cinco filmes recentemente, tais ele como; Where is Love Waiting, Nite Tales: The Movie, Burning Sands, Cuttin' da Mustard, e Steppin': The Movie.  Ele também filmou o drama, Where is Love Waiting, e o horror Night Tales.  O drama Burning Sands e as comédias Cuttin' da Mustard e Steppin: The Movie. Benymon co-estrelou o filme de 2010 Speed-Dating.
Em "Mens, Money, and Golddiggers Play", Chico pode ser visto vestindo sua linha de roupas de t-shirt e os casacos "t-EL Meeks", que de acordo com sua página no Myspace está chegando. Ele também está trabalhando em seu álbum de estréia com o famoso produtor Tim Kelley de Tim & Bob, que apresenta o single "Want It", com astro do hip-hop Fabolous, e é caracterizado atualmente em sua página no myspace. Chico também atuou em "Life Is Not a Fairy Tale", onde ele interpretou o namorado de Fantasia.

## Filmográfia
| Ano       | Título                | Papel            | Notas                                                  |
| --------- | --------------------- | ---------------- | ------------------------------------------------------ |
| 2000-2001 | Moesha                | Lamont           | 2 episódios                                            |
| 2000      | Grown Ups             | Singer           | 1 episódio                                             |
| 2002-2006 | Half & Half           | Spencer Williams | Elenco regular                                         |
| 2007      | The Game              | Damon Ainsley    | 2 episódios                                            |
| 2012      | Let's Stay Together   | Bakari           | 1 episódio                                             |
| 2012      | Hollywood Heights     | Rick             | 2 episódios                                            |
| 2012      | Are We There Yet?     | Howard Terence   | 1 episódio                                             |
| 2013-2015 | The Haunted Hathaways | Ray Preston      | Elenco principal                                       |
| 2014      | The Thundermans       | Ray Preston      | Crossover especial de 1 hora com The Haunted Hathaways |
| 2014      | One Love              | Nate Winters     | 8 episódios                                            |
| 2019      | Bunk'd                | Randy            | 1 episódio                                             |

| Ano  | Título                    | Papel         | Notas                       |
| ---- | ------------------------- | ------------- | --------------------------- |
| 2001 | Ali                       | Anunciador    |                             |
| 2005 | Love on Layaway           | Reggie        | Filme lançado em Home Video |
| 2006 | Where Is Love Waiting     | James         |                             |
| 2006 | Life Is Not a Fairytale   | Rodney Birks  | Filme para TV               |
| 2008 | Nite Tales: The Movie     |               |                             |
| 2008 | Cuttin Da Mustard         | Jury          |                             |
| 2009 | Steppin: The Movie        | Bryan         |                             |
| 2009 | See Dick Run              | Bash          |                             |
| 2010 | Perfect Combination       | Suave         |                             |
| 2010 | Speed-Dating              | Dog           |                             |
| 2011 | The Trap Door             | Bruce         | Home Video                  |
| 2011 | Streets                   | Detetive Alba |                             |
| 2012 | House Arrest              | Chris         |                             |
| 2012 | Guardian of Eden          | Rahim         |                             |
| 2012 | Because I Love You        | Adam          |                             |
| 2012 | In Sickness and in Health | Norman        | Filme para TV               |
| 2013 | 24 Hour Love              | Chance        |                             |
| 2013 | Act Like You Love Me      | Russell       |                             |
| 2014 | Blood Lines               | Stanley       |                             |
| 2015 | Death's Door              | Bruce         |                             |
| 2015 | The Cheater               | John          | Curta-metragem              |
| 2015 | Soul Ties                 | Anthony       |                             |
| 2018 | Do's and Don'ts of Dating | Scott Hall    |                             |
| 2018 | When It Comes Around      | Randal        |                             |
| 2019 | A Second Chance           | Darius Cole   |                             |
| 2020 | The Perfect Mate          | Jesse James   |                             |
| 2021 | Lazarus                   | Twitch        |                             |

## References
1. ↑  Chico Benymon. no IMDb.